# Jytte Enselmann
Jytte Solveig Enselmann (* 28. April 1925 in Frederiksberg; † 23. November 2008) war eine dänische Schauspielerin.

## Leben
Jytte Enselmann war die Tochter des Ingenieurs Enrico Enselmann und seiner Frau Elly Karen Winding.
Sie absolvierte ihre Schauspielausbildung an der Studentenschule des Theaters in Frederiksberg. Enselmann war langjähriges Ensemblemitglied am Aalborg-Theater. Sie stand in zahlreichen Theaterstücken auf der Bühne, so unter anderem als Ophelia in Hamlet. Als Schauspielerin vor der Kamera wirkte sie von 1947 bis 1956 in sieben Filmen mit.
Jytte Enselmann war ab dem 4. Juli 1949 mit dem Schauspieler Troels Munk verheiratet. Die Ehe blieb kinderlos. Sie starb am 23. November 2008 im Alter von 83 Jahren in Kopenhagen. Ihre Grabstätte befindet sich auf dem Taarbæk-Friedhof.

## Filmografie
- 1947: My Name is Petersen
- 1948: Næste gang er det dig
- 1948: Penge som græs
- 1951: Sittenpolizei greift ein (Unge piger forsvinder i København)
- 1953: Det gælder livet
- 1954: Kongeligt besøg
- 1956: Færgekroen